# 4111 Lamy
4111 Lamy је астероид главног астероидног појаса чија средња удаљеност од Сунца износи 2,299 астрономских јединица (АЈ).
Апсолутна магнитуда астероида је 15,0.